# Španělští velvyslanci v Praze za doby Rudolfa II.
V roce 1583 císař Rudolf II. přesídlil natrvalo do Prahy a s ním přicestoval nejen celý jeho dvůr, ale také vyslanci předních katolických mocností. Mezi nejvýznamnější (a také nejvlivnější) patřili vyslanci španělského krále, neboť Praha byla jedním z center katolické Evropy a španělský král byl jeho nejvěrnější spojenec.
Není přímo zdokumentováno místo, kde sídlili španělští vyslanci. Ví se, že se nacházelo v dnes již zbořeném Tucharovském domě na Hradčanech v Kanovnické ulici v blízkosti Hradu. Ambasáda  byla na toto místo přesunuta někdy v roce 1590 Zúñigovým předchůdcem vyslancem Guillénem de San Clemente. Před tímto datem sídlil San Clemente na Malé Straně v blízkosti místa, kde nyní stojí Valdštejnský palác.

## Seznam španělských vyslanců v Praze u dvora Rudolfa II.
| Jméno                                               | Poznámka                                                                                | začátek diplomat. mise | konec diplomat. mise |
| --------------------------------------------------- | --------------------------------------------------------------------------------------- | ---------------------- | -------------------- |
| Francisco Hurtado de Mendoza, 1. marqués de Almazán | (* cca. 1530; † 18.12.1591)                                                             | 1564                   | 1578                 |
| Juan de Borja y Castro                              | (1533 - 1606) Katalánec, z rodu Borgiové, syn sv. Františka Borgiáše                    | 1578                   | 1581                 |
| Guillén de San Clemente                             | (* cca. 1550 Barcelona; † 15.10.1608) zemřel v Praze a je pochován v kostele sv. Tomáše | 1581                   | 1608                 |
| Baltasar de Zúñiga                                  | 1561 - 1622                                                                             | 1608                   | 1617                 |